# Jugozapadni indijski greben
Jugozapadni indijski greben (engl. Southwest Indian Ridge,  SWIR) srednjookeanski je greben lociran duž dna u pravcu jugozapada Indijskog okeana i jugozapda Atlanskog okeana. Kao divergentna granica tektonskih ploča koja razdvaja Somalijsku ploču na severu od Antarktičke ploče na jugu, Jugozapadni indijski greben se odlikuje izuzetno sporim širenjima (samo premašujući ona na Gakelovom grebenu na Arktiku) u kombinaciji sa brzim produženjem svoje ose između dva bočne tačke trojnog pucanja, Rodrigez (20° 30′ S 70° 00′ E / 20.500° Ј; 70.000° И) u Indijskom okeanu i Buvet (54° 17′ S 1° 5′ W / 54.283° Ј; 1.083° З) u Atlantskom okeanu.

## Geološka postavka

### Stope širenja
Brzina širenja duž SWIR-a varira: prelaz između sporog (30 mm/god) i ultra-sporog (15 mm/god) širenja javlja se kod magnetske anomalije C6C (oko 24 Ma). Ovo se dešava između 54°–67°I, najdubljeg, a možda i najhladnijeg i najsiromašnijeg dela Zemljinog sredokeanskog grebenskog sistema. Debljina kore se brzo smanjuje kako stope rasipanja padaju ispod c. 20 mm/god, i u SWIR-u postoji odsustvo vulkanske aktivnosti duž 100 km (62 mi) segmenata oko ose grebena.
Duž velikih delova, SWIR ide koso u odnosu na pravac širenja, obično oko 60°. Pošto nagib povećava dužinu grebena dok smanjuje stope podizanja plašta, SWIR je prelazni između sporih i ultra sporih grebena. Sekcije SWIR-a koje se sporo šire imaju magmatske segmente povezane transformacionim rasedima, dok ultraspori delovi nemaju takve transformacije i imaju magmatske segmente povezane amagmatskim koritama.

### Difuzne granice ploča
Širenje u SWIR-u je sporo, dok je granica ploče presečena mnogo sporijom ali difuznijom nubijsko-somalijskom granicom. Varijacije u stopama širenja ukazuju na to da SWIR nije centar širenja između dve krute ploče, već da je prethodno pretpostavljena pojedinačna afrička ploča severno od SWIR-a zapravo podeljena na tri ploče: Nubijsku, Lvandsku i Somalsku ploču.
Lokacija na SWIR-u ovog „difuznog“ trostrukog spoja između Nubijske, Somalijske i Antarktičke ploče procenjena je na između 26°E i 32°E ili zapadno od rasedne transformacije Endru Bejna. Ovaj difuzni trostruki spoj formira južni kraj Istočnoafričkog sistema rascepa.

## Literatura
- Baines, A. G.; Cheadle, M. J.; Dick, H. J.; Scheirer, A. H.; John, B. E.; Kusznir, N. J.; Matsumoto, T. (2007). „Evolution of the Southwest Indian Ridge from 55 45′ E to 62 E: Changes in plate‐boundary geometry since 26 Ma” (PDF). Geochemistry, Geophysics, Geosystems. 8 (6): Q06022. Bibcode:2007GGG.....8.6022B. doi:10.1029/2006GC001559. Приступљено 16. 8. 2016.
- Bronner, A.; Sauter, D.; Munschy, M.; Carlut, J.; Searle, R.; Cannat, M.; Manatschal, G. (2014). „Magnetic signature of large exhumed mantle domains of the Southwest Indian Ridge-results from a deep-tow geophysical survey over 0 to 11 Ma old seafloor”. Solid Earth. 5 (1): 339—354. Bibcode:2014SolE....5..339B. doi:10.5194/se-5-339-2014 .
- Cheng, H.; Zhou, H.; Yang, Q.; Zhang, L.; Ji, F.; Dick, H. (2016). „Jurassic zircons from the Southwest Indian Ridge”. Scientific Reports. 6: 26260. Bibcode:2016NatSR...626260C. PMC 4869104 . PMID 27185575. doi:10.1038/srep26260.
- Chu, D.; Gordon, R. G. (1999). „Evidence for motion between Nubia and Somalia along the Southwest Indian Ridge”. Nature. 398 (6722): 64—67. Bibcode:1999Natur.398...64C. doi:10.1038/18014. Приступљено 30. 7. 2016.
- DeMets, C.; Gordon, R. G.; Argus, D. F. (2010). „Geologically current plate motions” (PDF). Geophysical Journal International. 181 (1): 1—80. Bibcode:2010GeoJI.181....1D. doi:10.1111/j.1365-246x.2009.04491.x. Приступљено 11. 8. 2016.
- Dick, H. J.; Lin, J.; Schouten, H. (2003). „An ultraslow-spreading class of ocean ridge” (PDF). Nature. 426 (6965): 405—412. Bibcode:2003Natur.426..405D. PMID 14647373. doi:10.1038/nature02128. Приступљено 10. 9. 2016.
- Fisher, R. L.; Sclater, J. G. (1983). „Tectonic evolution of the Southwest Indian Ocean since the Mid‐Cretaceous: plate motions and stability of the pole of Antarctica/Africa for at least 80 Myr” (PDF). Geophysical Journal International. 73 (2): 553—576. Bibcode:1983GeoJ...73..553F. doi:10.1111/j.1365-246X.1983.tb03330.x . Приступљено 30. 7. 2016.
- Georgen, J. E.; Lin, J.; Dick, H. J. (2001). „Evidence from gravity anomalies for interactions of the Marion and Bouvet hotspots with the Southwest Indian Ridge: Effects of transform offsets” (PDF). Earth and Planetary Science Letters. 187 (3): 283—300. Bibcode:2001E&PSL.187..283G. doi:10.1016/s0012-821x(01)00293-x. Приступљено 30. 7. 2016.
- Horner-Johnson, B. C.; Gordon, R. G.; Cowles, S. M.; Argus, D. F. (2005). „The angular velocity of Nubia relative to Somalia and the location of the Nubia—Somalia–Antarctica triple junction” (PDF). Geophysical Journal International. 162 (1): 221—238. Bibcode:2005GeoJI.162..221H. doi:10.1111/j.1365-246X.2005.02608.x . Приступљено 11. 8. 2016.
- Ligi, M.; Bonatti, E.; Bortoluzzi, G.; Carrara, G.; Fabretti, P.; Gilod, D.; Peyve, A. A.; Skolotnev, S.; Turko, N. (1999). „Bouvet Triple Junction in the South Atlantic: Geology and evolution”. Journal of Geophysical Research. 104 (B12): 29365—29385. Bibcode:1999JGR...10429365L. doi:10.1029/1999JB900192.
- Mendel, V.; Sauter, D. (1997). „Seamount volcanism at the super slow-spreading Southwest Indian Ridge between 57° and 70°”. Geology. 25 (2): 99—102. doi:10.1130/0091-7613(1997)025<0099:svatss>2.3.co;2. Приступљено 18. 9. 2016.
- Mendel, V.; Sauter, D.; Rommevaux‐Jestin, C.; Patriat, P.; Lefebvre, F.; Parson, L. M. (2003). „Magmato‐tectonic cyclicity at the ultra‐slow spreading Southwest Indian Ridge: Evidence from variations of axial volcanic ridge morphology and abyssal hills pattern”. Geochemistry, Geophysics, Geosystems. 4 (5): 1—23. Bibcode:2003GGG.....4.9102M. doi:10.1029/2002GC000417. Приступљено 30. 7. 2016.
- Patriat, P.; Sauter, D.; Munschy, M.; Parson, L. (1997). „A survey of the Southwest Indian Ridge axis between Atlantis II Fracture Zone and the Indian Ocean Triple Junction: Regional setting and large scale segmentation”. Marine Geophysical Researches. 19 (6): 457—480. Bibcode:1997MarGR..19..457P. doi:10.1023/A:1004312623534.
- Royer, J. Y.; Patriat, P.; Bergh, H. W.; Scotese, C. R. (1988). „Evolution of the Southwest Indian Ridge from the Late Cretaceous (anomaly 34) to the Middle Eocene (anomaly 20)”. Tectonophysics. 155 (1–4): 235—260. Bibcode:1988Tectp.155..235R. doi:10.1016/0040-1951(88)90268-5. Приступљено 31. 7. 2016.
- Sauter, D.; Cannat, M.; Meyzen, C.; Bezos, A.; Patriat, P.; Humler, E.; Debayle, E. (2009). „Propagation of a melting anomaly along the ultraslow Southwest Indian Ridge between 46° E and 52° 20′ E: interaction with the Crozet hotspot?” (PDF). Geophysical Journal International. 179 (2): 687—699. Bibcode:2009GeoJI.179..687S. doi:10.1111/j.1365-246X.2009.04308.x . Приступљено 28. 8. 2016.
- Sauter, D.; Sloan, H.; Cannat, M.; Goff, J.; Patriat, P.; Schaming, M.; Roest, W. R. (2011). „From slow to ultra-slow: How does spreading rate affect seafloor roughness and crustal thickness?” (PDF). Geology. 39 (10): 911—914. Bibcode:2011Geo....39..911S. doi:10.1130/G32028.1. Приступљено 30. 7. 2016.
- Sclater, J. G.; Grindlay, N. R.; Madsen, J. A.; Rommevaux‐Jestin, C. (2005). „Tectonic interpretation of the Andrew Bain transform fault: southwest Indian Ocean”. Geochemistry, Geophysics, Geosystems. 6 (9): Q09K10. Bibcode:2005GGG.....6.9K10S. doi:10.1029/2005GC000951. Приступљено 13. 8. 2016.
- Seton, M.; Müller, R. D.; Zahirovic, S.; Gaina, C.; Torsvik, T.; Shephard, G.; Talsma, A.; Gurnis, M.; Maus, S.; Chandler, M. (2012). „Global continental and ocean basin reconstructions since 200Ma”. Earth-Science Reviews. 113 (3): 212—270. Bibcode:2012ESRv..113..212S. doi:10.1016/j.earscirev.2012.03.002. Приступљено 23. 10. 2016.
- Standish, J. J.; Dick, H. J.; Michael, P. J.; Melson, W. G.; O'Hearn, T. (2008). „MORB generation beneath the ultraslow spreading Southwest Indian Ridge (9–25 E): Major element chemistry and the importance of process versus source” (PDF). Geochemistry, Geophysics, Geosystems. 9 (5): Q05004. Bibcode:2008GGG.....9.5004S. doi:10.1029/2008GC001959. hdl:1912/3274. Приступљено 16. 8. 2016.
- Trukhin, V. I.; Bagin, V. I.; Bagina, O. L.; Zhilyaeva, V. A.; Bulychev, A. A.; Gilod, L. A.; Ligi, M.; Lodolo, E.; Sciuto, F.; Tomilin, E. F.; Shreider, A. A. (1999). „Magnetism of the Bouvet Mid-Ocean Ridge, South Atlantic” (PDF). Izvestiya, Physics of the Solid Earth. 35 (1): 1—15. Приступљено 21. 8. 2016.
- Zhou, H.; Dick, H. J. (2013). „Thin crust as evidence for depleted mantle supporting the Marion Rise” (PDF). Nature. 494 (7436): 195—200. Bibcode:2013Natur.494..195Z. PMID 23389441. doi:10.1038/nature11842. hdl:1912/7142. Архивирано из оригинала (PDF) 21. 8. 2016. г. Приступљено 30. 7. 2016.

## Spoljašnje veze
42° S 41° E / 42° Ј; 41° И